# Phanaspa
Phanaspa is een geslacht van vlinders van de familie spinneruilen (Erebidae), uit de onderfamilie Hypeninae.

## Soorten
- P. aegonalis (Walker, 1859)
- P. derasalis (Guenée, 1854)
- P. dilatatalis Walker, 1866
- P. honeyi Lödl, 1995
- P. namaqualis (Guenée, 1854)
- P. ochracea Bethune-Baker, 1906